# Karl Heinrich Schier

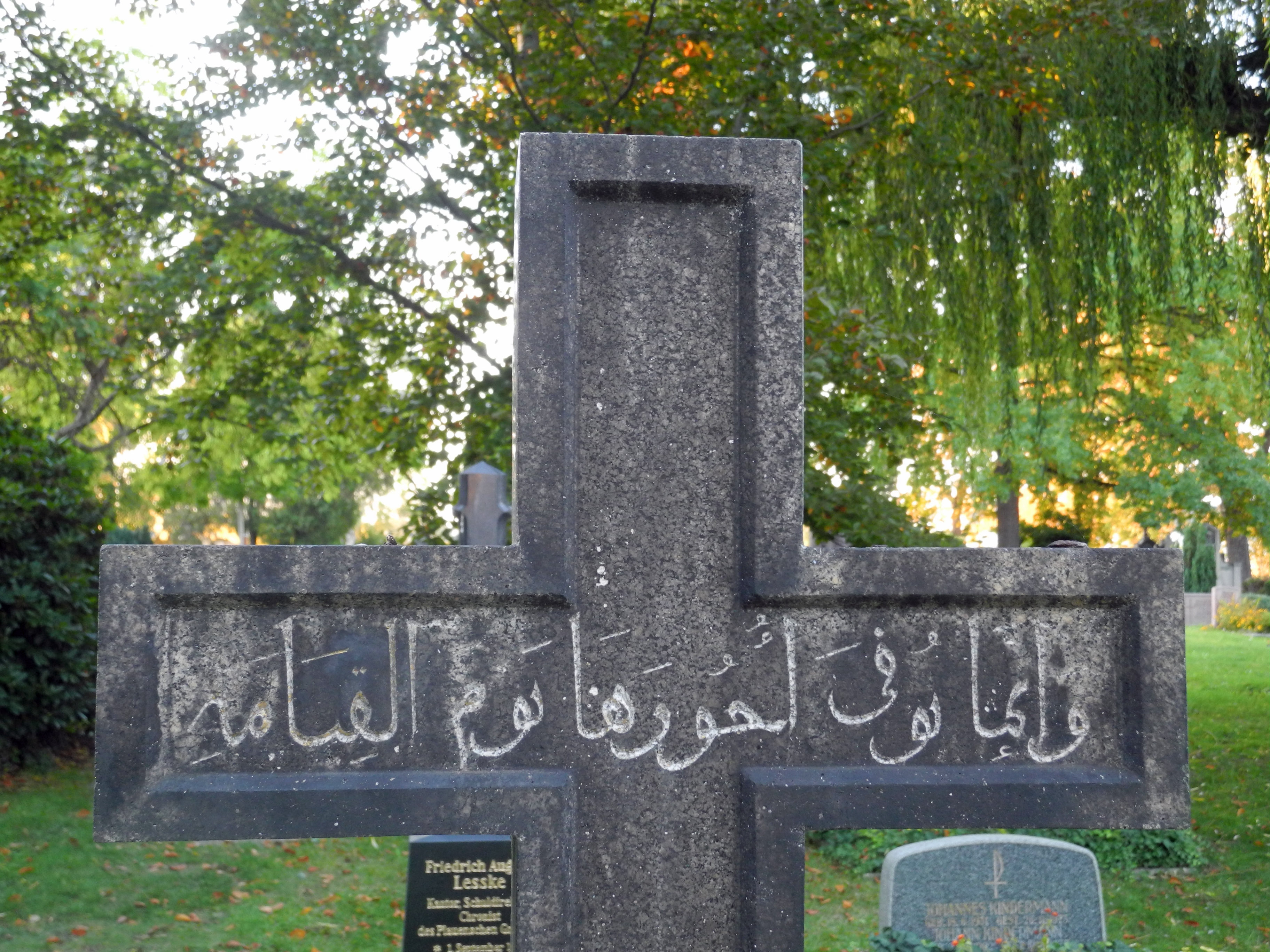
Arabische Inschrift auf dem Grabkreuz seiner Grabstätte in Dresden

Karl Heinrich Schier (* 23. Februar 1802 in Wilsdruff; † 11. März 1869 in Dresden) war ein Privatgelehrter und Arabist in Dresden. 
Aus seinem Leben ist nur wenig bekannt. Seinen Lebensunterhalt verdiente er sich durch Privatstunden bei Dresdner Bürgern und reichen Engländern. Es gelang ihm nicht, eine Anstellung an einer Bibliothek oder bei öffentlichen Instituten in Dresden zu finden. Er war vermutlich verheiratet und hatte offensichtlich ein Kind, denn auf dem Grabstein steht: „Hier ruht in Frieden mein heißgeliebter Vater Carl Heinrich Schier.“ 
Viele Jahre arbeitete er mit dem Leipziger Orientalisten Ludolf Krehl zusammen. Sein besonderes Verdienst liegt in der Übersetzung der arabischen Inschriften auf Exponaten in der Gemäldegalerie, im Grünen Gewölbe und im ehemaligen Altertums-Museum in Dresden. Die Arabisten bewunderten seine sehr schöne arabische Schrift sowie seinen Fleiß und seine Kenntnisse, bemängelten aber auch, dass ihm die wissenschaftliche Methodik gefehlt habe und er nur ein routinierter Dilettant gewesen sei. 
Er starb in Dresden, sein Grab befindet sich auf dem Alten Annenfriedhof in Dresden. Das Grabkreuz ist mit einem arabischen Schriftzug versehen. 
Der arabische Text Wa-innamā yuwaffā uğūrahā yauma l-qiyāma lautet in der Übersetzung Und wahrlich ihm wird sein Lohn am Tag der Auferstehung voll erstattet in Anlehnung an die Sure 3, Vers 185 im Koran: „Jeder wird den Tod erleiden. Euch wird euer Lohn am Tag der Auferstehung voll erstattet. Wer vom Feuer weggerückt und ins Paradies geführt wird, der hat das Ziel erreicht. Das diesseitige Leben ist ja nur eine betörende Nutznießung.“ (Übersetzung: Khoury). 
Wenn sich der Spruch aber auf die Frau Emilie Ernestine Schier bezieht, könnte die Übersetzung auch lauten Und wahrlich ihr wird ihr Lohn am Tag der Auferstehung voll erstattet, siehe Portal_Diskussion:Arabische_Welt#Karl_Heinrich_Schier. Der Spruch hätte dann auch einen Bezug zur deutschen Beschriftung: "Hier erwartet den Morgen der Auferstehung ..."

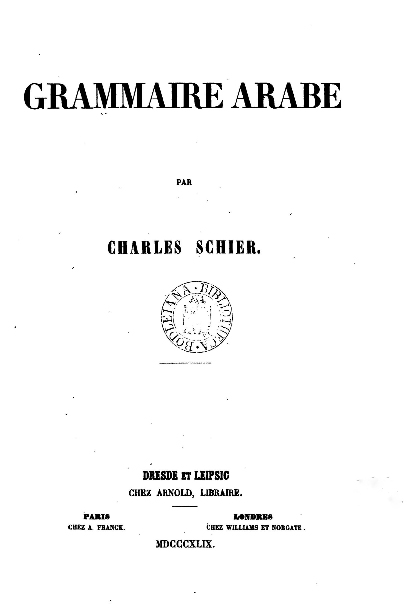
„Grammaire arabe“ von K. H. Schier (1849)

## Werke (Auswahl)
- Vademecum Oriental, Dresde, um 1840
- Mélanges de litérature Orientale, Dresde et Leipsic, 1846
- Grammaire Arabe, Dresde et Leipsic, 1849 (Digitalisat)
- Globus coelestis arabicus: qui Dresdae in regio museo matematico, Lipsiae: Teubner, 1865
- Ciel et Enfer ou Description du globe céleste Arabe qui est conservé au Musée mathémathique royal de Dresde : suivie d'un Supplément des commentaires sur la Divine Comédie de Dante Alighieri, Dresde et Leipsic, 1866 (Digitalisat)
- Die arabischen Inschriften in der Königlichen Gemälde-Gallerie, dem Grünen Gewölbe und dem Alterthums-Museum zu Dresden : ein Beitrag zu den Catalogen obiger Kunstsammlungen, nebst Nachwort des Verfassers zu seinen Erklärungen der räthselhaften Verse in Dante's Göttlicher Comödie und den dagegen erhobenen Einwendungen, Leipzig: Teubner, 1867 (Digitalisat)